# Frank Boeijen

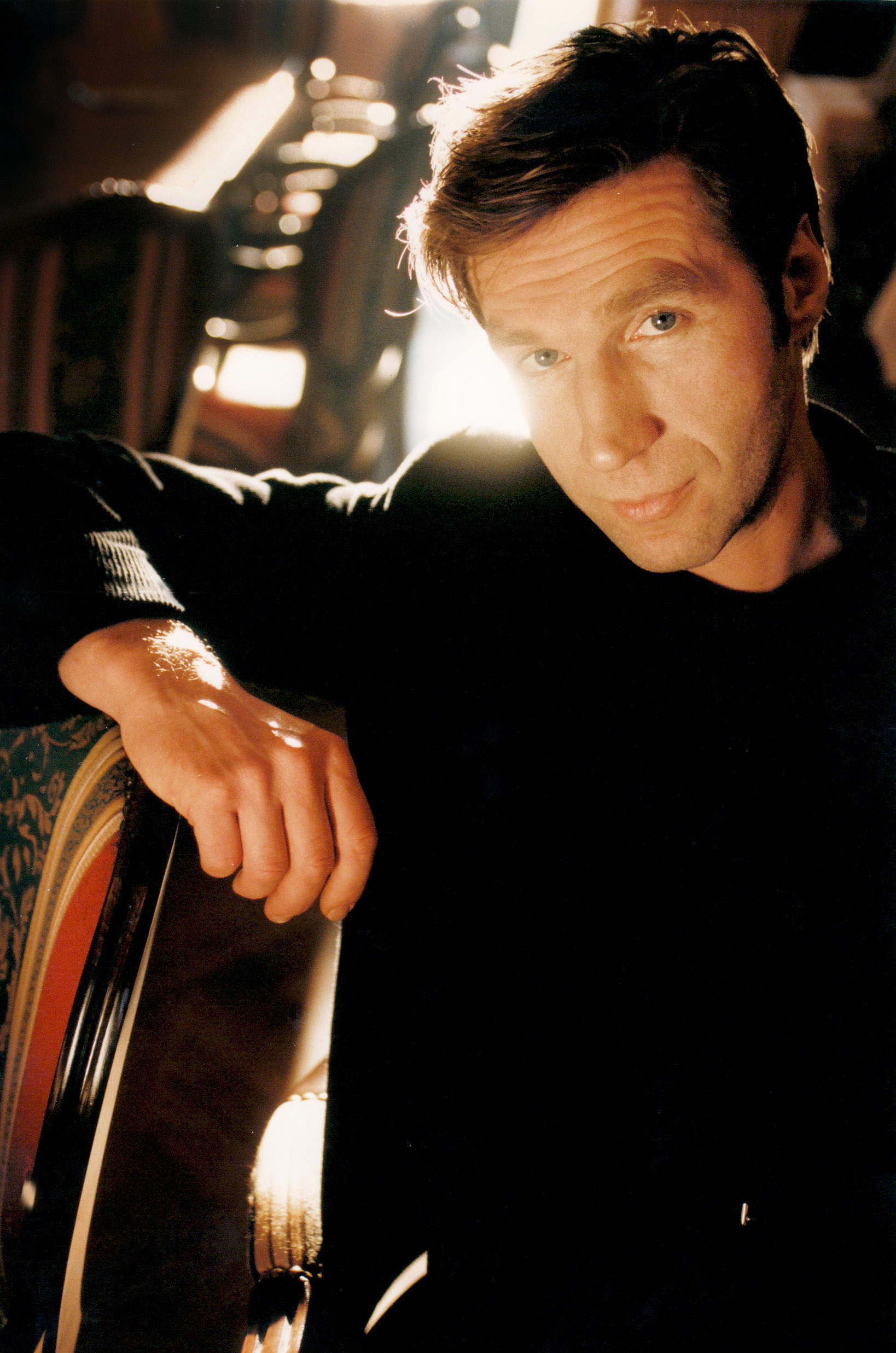
Frank Boeijen (ca. 2002)

Frank Boeijen (* 27. November 1957 in Nijmegen) ist ein niederländischer Sänger, Dichter, Komponist und Musiker.
In den 1980er Jahren wurde er bekannt durch die Frank Boeijen Groep, die zusammen mit Doe Maar, Toontje Lager und Het Goede Doel die wichtigste Band des Nederpop der Zeit war.

## Leben
Frank Boeijen ist in Nijmegen geboren und aufgewachsen. Dort wohnt er – mit einer Unterbrechung von einigen Jahren – sein ganzes Leben.
Frank Boeijen kommt aus einer Familie mit zehn Kindern, von denen er das jüngste ist. Seine Jugend stand im Zeichen der Musik: zu Hause beeinflusst von seinen älteren Brüdern, die Musik von Bob Dylan und Neil Young mitbrachten; in der Schule, wo er häufig vorsingen durfte.

### 1977–1979
Nach der Schule stürzt er sich vollständig in die Musik. Sein erstes Album bringt Frank Boeijen in Eigenregie zusammen mit Popgitarrist Wout Pennings im Jahr 1977 heraus. Das Album trägt den passenden Titel: Frank Boeijen en Woutje Pennings.
In den Liedern hören wir von einem jungen Mann, der mit sich selbst und der Außenwelt kämpft. Im Jahr 1978 landet die LP bei der Plattenfirma CNR. Die Firma gibt Frank Boeijen die Gelegenheit, das Album (inklusive vier neuer Stücke) unter Leitung von Rob de Nijs erneut aufzunehmen.
Der Name des Albums ist etwas kürzer: Boeijen en Pennings. Um auftreten zu können, erweitern Frank und Wout ihre Band um den Schlagzeuger Henk Wanders und den Bassisten Nels Busch.

### 1980–1990
Nachdem Wout im Jahr 1979 die Band verlassen und Gitarrist Wil Theunissen hinzugekommen war, nennt sich die Band nun Frank Boeijen Groep. Die Frank Boeijen Groep bringt insgesamt elf Alben heraus, von denen 1001 Hotel (1983), Kontakt (1984), Foto Van Een Mooie Dag (1985), In Natura (1986) und Welkom In Utopia (1987) die bekanntesten sind. Auf Kontakt erscheint der Titel Zwart Wit (Schwarz Weiß), der anlässlich des rassistisch motivierten Mordes an Kerwin Duinmeijer entstand. Die vorab herausgebrachte Single erreicht 1984 Platz 4 in den niederländischen Top 40.
Frank heiratet die Sky-Channel-Präsentatorin Amanda Redington im September 1990. Im Juni 1994 lassen sich die beiden scheiden.

### Ab 1991
Nach gut elf Jahren löst Boeijen 1991 die Gruppe auf.
Im November 1991 erscheint Wilde Bloemen (Wilde Blumen), das erste Album von Frank Boeijen als Solokünstler.
Im Februar und März 1993 geht Frank mit Raymond van het Groenewoud und Harry Sacksioni zusammen auf Tournee. Im Sommer 1993 nimmt er Jazz in Barcelona auf, ein Album, das im Zeichen seiner Scheidung von Amanda steht. Aber auch auf dem Album des Jahres 1994 De Ontmoeting (Das Treffen) finden sich Titel, die sich mit der verflossenen Liebe befassen.
Im selben Jahr produziert er ein Album für Liesbeth List. Außerdem erscheint Een Lied van Verlangen, eine von der Kommunikationswissenschaftlerin Annette van der Mooren und dem Popjournalisten Hans Walraven geschriebene Biographie. Die Autoren interviewen für die Biographie dutzende Freunde aus seiner Jugend, Bandmitglieder, Kollegen sowie Kritiker und sprechen ausgiebig mit dem Sänger selbst. Frank schreibt im Vorwort: "Wenn ich jetzt etwas vergessen habe, kann ich es immer schnell heraussuchen, ein beruhigender Gedanke".
Ende 1996 macht Frank Boeijen eine Reise nach Asien, dies spiegelt sich im Album Vaderland (Vaterland) welches 1997 erscheint. Es enthält asiatische Einflüsse (Weltmusik). Aber auch die Verarbeitung des Todes beider Eltern, denen das Album gewidmet ist, findet ihren Niederschlag.
In den Jahren danach erscheinen De Ballade van de Dromedaris (Die Ballade vom Dromedar, 1998), aufgenommen in
den Real World Studios, das Live-Album Door De Jaren Heen (Im Laufe der Jahre, 1999) und das Mini-Album Kind vande Vijand (Kind des Feindes, 2000) mit Stef Bos zum 75-jährigen Jubiläum der Entwicklungshilfeorganisation Memisa.
2004 wird Frank Boeijen mit dem Radio 2 Zendtijdprijs ausgezeichnet. Während des Galakonzertes am 14. März bringen unter anderen Freek de Jonge, Trijntje Oosterhuis, Mathilde Santing, Stef Bos und Liesbeth List eine Hommage an Frank.
Im November 2006 erscheint AS, eine Doppel-CD mit zwanzig neuen Liedern und einer DVD, die ein Making-of enthält. Die Stücke sind neu, jedoch darauf ausgerichtet, so etwas wie eine Zusammenfassung seines bisherigen musikalischen Lebens zu geben. Einige der Lieder werden zusammen mit einem Orchester in Prag aufgenommen. Die erste Single der CD heißt Aan de Bezitters van een Ziel; eine Anklage der sich verhärtenden Verhältnisse in den Niederlanden. Der zweite Titel Steppenwolf bezieht sich auf den gleichnamigen Roman von Hermann Hesse. Das Lied Het Lied van de Doofheid (Das Lied von der Taubheit) wurde aus Anlass der Ermordung des Regisseurs Theo van Gogh geschrieben.
In Zusammenarbeit mit den niederländischen Musikern Henk Hofstede (Nits) und Henny Vrienten (Doe Maar) entsteht 2008 das Album Aardige Jongens.
Im November 2009 erschien das Album Camera.

## Auszeichnungen
- 1984: Zilveren Harp, Niederländischer Musikpreis für heranstürmende Talente
- 1990: Gouden Harp (Goldene Harfe), für Musiker, die sich während ihrer Karriere auf besondere Weise für die Niederländische leichte Musik Verdienste erworben haben.
- 2000: Ritter des Orden von Oranien-Nassau[4].
- 2002: Edison-Award in der Kategorie Sänger National.
- 2004: Edison-Award in de Kategorie Gesamtwerkpreis National.
- 2004: Radio 2 Zendtijdprijs (Sendezeitpreis) Preis für Künstler die über lange Zeit sehr häufig im Radio 2 gespielt wurden